# اکس‌علی، بارتین
اکس‌علی، بارتین (به لاتین: Akçalı, Bartın) یک منطقهٔ مسکونی در ترکیه است که در استان بارتین واقع شده‌است.

## خصوصیات
اکس‌علی ۹۲۴ نفر جمعیت دارد.